# Eugenio Julio
Eugenio Javier Julio Yáñez (Coquimbo, Chile, 21 de noviembre de 1963) es un exfutbolista chileno. Jugaba de delantero. Es el máximo goleador histórico de Coquimbo Unido con 102 goles.

## Trayectoria
Oriundo de Coquimbo, se unió a las divisiones inferiores del club de la ciudad Coquimbo Unido.En el cuadro filibustero tuvo 3 pasos; entre 1984 y 1988, jugando el segundo semestre de dicho año en por Colo-Colo durante 1988,entre 1989 y 1991, y en 1993. Formó parte del plantel que logró en enero de 1991 el ascenso a la Primera División como subcampeón de la Segunda División de Chile 1990.Además, fue parte del plantel que logró la siguiente temporada el subcampeonato del torneo de Primera División de 1991.Con 102 goles, es el máximo goleador histórico del equipo coquimbano.
En 1992 pasó el primer semestre por Santiago Wanderers, mientras que el segundo defendió la camiseta de Deportes La Serena, archirrival del club de sus amores. Entre 1994 y 1995 también vistió la camiseta del equipo papayero, dejando al club tras el descenso a la Primera B en 1995.
Tras tres temporadas en Deportes Antofagasta, se retira del fútbol a fines de la temporada 1998.

## Clubes
| Club                 | País  | Año       |
| -------------------- | ----- | --------- |
| Coquimbo Unido       | Chile | 1984-1988 |
| Colo-Colo            | Chile | 1988      |
| Coquimbo Unido       | Chile | 1989-1991 |
| Santiago Wanderers   | Chile | 1992      |
| Deportes La Serena   | Chile | 1992      |
| Coquimbo Unido       | Chile | 1993      |
| Deportes La Serena   | Chile | 1994-1995 |
| Deportes Antofagasta | Chile | 1996-1998 |

## Palmarés

### Distinciones individuales
| Distinción                                              | Año                        |
| ------------------------------------------------------- | -------------------------- |
| Máximo goleador histórico de Coquimbo Unido (102 goles) | 1984-1988; 1989-1991; 1993 |